# Terebella aberrans
Terebella aberrans är en ringmaskart som beskrevs av Fauvel 1949. Terebella aberrans ingår i släktet Terebella och familjen Terebellidae. Inga underarter finns listade i Catalogue of Life.